# خوان ایگناسیو باساگورن
خوان ایگناسیو باساگورن (اسپانیایی: Juan Ignacio Basaguren‎؛ زادهٔ ۲۱ ژوئیهٔ ۱۹۴۴) بازیکن فوتبال اهل مکزیک بود.
وی همچنین در تیم ملی فوتبال مکزیک بازی کرده‌است.